# Anna Lena Class
Anna Lena Class (* 1982 oder 1983 in München) ist eine deutsche Schauspielerin.

## Leben und Karriere
Seit 2003 wirkt Class in verschiedenen Fernsehserien, Fernseh- und Kinofilmen sowie in Musikvideos mit. Erste Fernseherfahrungen sammelte sie in der ZDF-Serie Die schnelle Gerdi mit Senta Berger. Danach war sie unter anderem bei ProSieben in Lotta in Love zu sehen. In der täglich ausgestrahlten ARD-Telenovela Rote Rosen war sie von November 2006 (Folge 1) bis Juni 2009 (Folge 585) als Tanja Wieland in ihrer ersten durchgängigen Rolle präsent. Nebenbei erhielt sie von 2006 bis 2009 Schauspielcoaching von Katrin Pollitt. 2014 stand sie als Elisabeth bei den Störtebeker-Festspielen auf der Insel Rügen auf der Bühne. Von Januar 2015 bis Mai 2016 und von Januar bis März 2022 verkörperte sie in der RTL-Seifenoper Unter uns die Rechtsanwältin bzw. spätere Staatsanwältin Ricarda Schätzke. Zudem war sie in der Ausgabe Mai 2016 des deutschen Playboy zu sehen. 2017 stand Class unter anderem für die ARD-Reihe Hubert ohne Staller und für die ZDF-Serien Der Alte und Die Rosenheim-Cops vor der Kamera. 2018 drehte sie für eine bulgarisch-deutsche Kinoproduktion mit dem Titel 18 % Grey unter dem bulgarischen Regisseur Victor Chouchkov.
Von April bis Mai 2012 (Folge 1516 bis 1533) war Class in der ARD-Telenovela Sturm der Liebe in der Nebenrolle Lilly Schürmann zu sehen. Von Dezember 2019 bis Mai 2020 (Folge 3288 bis 3375) bekleidete sie die Rolle der intriganten Nadja Saalfeld (geb. Holler) in Funktion einer der Antagonisten der 16. Staffel.
2023 verkörperte sie für einige Episoden die Neurochirurgin Dr. Berger in der BR-Serie „Dahoam is Dahoam“. 2024 war sie als die Geliebte des Münchner Kommissars Harald Neuhauser in der ZDF-Krimi-Reihe „München Mord“ zu sehen.
Privates
Anna Lena Class ist seit 2012 mit dem Schauspieler Philipp Rafferty verheiratet, mit dem sie eine Tochter hat.

## Filmografie (Auswahl)
- 2003: Die schnelle Gerdi (Fernsehserie)
- 2006: Blind Sushi (Kurzfilm)
- 2006: Lotta in Love (Fernsehserie)
- 2006–2009: Rote Rosen (Fernsehserie, 585 Folgen)
- 2006–2020: SOKO München (Fernsehserie, 4 Folgen, verschiedene Rollen)
- 2007: SOKO Rhein-Main (Fernsehserie)
- 2009: Geld.Macht.Liebe (Fernsehserie)
- 2010–2011: Marienhof (Fernsehserie)
- 2012: Sturm der Liebe (Fernsehserie, 18 Folgen)
- 2013–2019: Die Rosenheim-Cops (Fernsehserie, 3 Folgen, verschiedene Rollen)
- 2015–2016, 2022: Unter uns (Fernsehserie)
- 2016: Die Bergretter (Fernsehserie)
- 2017: Inga Lindström – Tanz mit mir
- 2017–2023: Hubert ohne Staller (Fernsehserie, 2 Folgen, verschiedene Rollen)
- 2017–2019: Heldt (Fernsehserie, 2 Folgen, verschiedene Rollen)
- 2018: Der Alte – Die Kunst des Scheiterns (Fernsehserie)
- 2018: Notruf Hafenkante – Wach auf! (Fernsehserie)
- 2018: In aller Freundschaft – Die jungen Ärzte (Fernsehserie)
- 2018: Safari – Match Me If You Can
- 2019–2020: Sturm der Liebe (Fernsehserie, 88 Folgen)
- 2020: 18 % Grey
- 2023: Dahoam is Dahoam (Fernsehserie)
- 2024: München Mord: Die indische Methode (Fernsehreihe)

## Theater (Auswahl)
- 2014: Störtebeker Festspiele
- 2020: Komödie im Bayerischen Hof